# Flammenzeichen
Flammenzeichen ist ein 1984 in Kooperation mit dem Bayerischen Rundfunk entstandenes, überwiegend im Dritten Reich spielendes Filmdrama von Franz Seitz junior, mit Dietrich Mattausch in der Hauptrolle. Produzent und Regisseur Seitz vermischt bei diesem Lebensporträt des Jesuitenpaters und antinazistischen Widersachers Rupert Mayer Spielhandlungen mit dokumentarischen Szenen.

## Handlung
Rupert Mayer, Sohn einer wohlhabenden Kaufmannsfamilie, fühlt sich schon früh zum Priester berufen. Er will einen asketischen Lebenswandel und sucht die profunde wissenschaftliche Ausbildung im Jesuitenorden, um so den Kampf für den katholischen Glauben aufzunehmen. Nach Jahren als Volksmissionar wird er Seelsorger der Zugewanderten in München, wo er als unermüdlicher Prediger, Ratgeber und Kämpfer für die Armen bekannt wird. Beim Kriegsausbruch 1914 ist er sofort bereit, als freiwilliger Feldgeistlicher den Soldaten an der Front beizustehen. Als Divisionspfarrer kommt er an die vordersten Linien. Im Dezember 1916 trifft ihn auf dem Kriegsschauplatz Rumänien eine russische Granate. Rupert Mayer überlebt, verliert dabei jedoch ein Bein. Nur mühsam kann er sich an die Holzprothese, die immer wieder Wunden und Wucherungen hervorruft, gewöhnen.
Wieder daheim in München, nimmt er seine Tätigkeit wieder auf und hilft, das Nachkriegselend, die Not der Inflation, die die Armen und Bedürftigen besonders hart trifft, zu mildern. Er wird Präses der Marianischen Männer-Kongregation, richtet Bahnhofsgottesdienste ein, und besucht die Versammlungen der politischen Extremisten. Hier warnt Mayer vor einem Staat ohne Gott, spricht für Aussöhnung, Freiheit und innere Erneuerung. Dafür wird er von den Extremisten, die ihr Heil im hemmungslosen Radikalismus suchen, ausgepfiffen und verhöhnt. Eine Kommunistin spuckt ihn an, ein anderer Fanatiker droht, ihn von der Kanzel zu schießen. 1919 begegnet Pater Mayer Adolf Hitler, erkennt in ihm „einen guten Volksredner, der es mit der Wahrheit nicht genau nimmt“ und bezeichnet den Nationalsozialisten der ersten Stunde als „Hysteriker reinsten Wassers“. Bei einer Großversammlung im Münchner Bürgerbräukeller beschwört er die Zuhörer, dass ein Katholik niemals Nationalsozialist sein könne. Man schreit ihn nieder und will gegen ihn handgreiflich werden. Doch Mayer lässt sich von dem antiklerikalen Geschrei der Nazis nicht entmutigen. 
Dies hat zur Folge, dass er 1933, nach der Machtergreifung, auf die schwarze Liste der neuen Herrscher gerät und fortan unter Gestapo-Beobachtung steht. Schließlich wird Mayer mit Predigtverbot belegt und 1937 das erste Mal verhaftet. Nach seiner Verurteilung vor dem Sondergericht kommt er vorübergehend frei. Alle Einschüchterungsversuche gegen den mutigen Katholiken schlagen fehl. Die Gläubigen drängen sich zu ihm, wenn er trotz Verbots zu predigen beginnt. Dies hat neuerliche Verhaftungen zur Folge, Einkerkerungen und schließlich Mayers Überstellung in das KZ Sachsenhausen. Doch die Nationalsozialisten wollen vermeiden, dass Rupert Mayer zum Märtyrer für den unerschütterlichen Glauben wird, zu groß ist bereits seine Anhängerschaft. Er wird stattdessen ins oberbayerische Kloster Ettal verbannt, wo er bis zum Kriegsende 1945 verbleibt. Nach dem Einmarsch der Amerikaner kehrt Pater Mayer nach München zurück. Gesundheitlich geschwächt, bleibt ihm nur noch wenig Zeit, Messen zu lesen, Kranken die Kommunion zu bringen und bei der Suche nach Verschollenen, Wohnraum, Kleidung und Lebensmitteln zu helfen. Am Allerheiligentag 1945 stirbt er während der Messe in der Kreuzkapelle von St. Michael an einem Schlaganfall.

## Produktionsnotizen
Flammenzeichen entstand 1984 und passierte die Freiwillige Selbstkontrolle am 20. Dezember 1984. Aus unerfindlichen Gründen wurde der Film jedoch rund elf Monate zurückgehalten und erst am 28. November 1985, gut 40 Jahre nach Mayers Tod zum Novemberbeginn 1945, uraufgeführt. Die deutsche Fernseherstausstrahlung erfolgte am 3. Mai 1987 in der ARD.

## Kritik
Im Lexikon des Internationalen Films heißt es, dieser Film verknüpfe „zahlreiche fiktive Spielszenen durch einen knappen Kommentar“ und gebe „Zeugnis von dem Mut eines Priesters, der in seinem Glauben an Gott nicht irre wurde.“

## Einzelnachweis
1. ↑  Flammenzeichen. In: Lexikon des internationalen Films. Filmdienst, abgerufen am 1. Januar 2018.